# 2月13日
2月13日（にがつじゅうさんにち）は、グレゴリオ暦で年始から44日目にあたり、年末まであと321日（閏年では322日）ある。

## できごと
- 1219年 （建保7年1月27日） - 鎌倉幕府第3代将軍の源実朝が鶴岡八幡宮で甥の公暁により暗殺。公暁も即日殺害される。
- 1542年 - イングランド王ヘンリー8世が、5番目の妃だったキャサリン・ハワードを不義密通の疑いで処刑。
- 1575年 - フランス王アンリ3世がランスのノートルダム大聖堂で戴冠。同日、ルイーズ・ド・ロレーヌ＝ヴォーデモンと結婚。
- 1633年 - 異端審問のため出頭を命じられたガリレオ・ガリレイがローマに到着。
- 1668年 - スペインがポルトガルを独立した国として承認。
- 1689年 - イングランドでウィリアム3世とメアリー2世が共同統治者に即位。権利の宣言に署名し、名誉革命が終結。（ユリウス暦の日付。グレゴリオ暦1689年2月23日）
- 1692年 - スコットランドでグレンコーの虐殺事件。首謀者はジョン・ダルリンプル。
- 1820年（文政2年12月29日） - 小林一茶が『おらが春』を著す。
- 1854年（嘉永7年1月16日） - ペリー米東インド艦隊司令長官が7隻の軍艦を率いて2度目の来航。
- 1862年（文久2年1月15日） - 坂下門外の変:皇女和宮の将軍徳川家茂への降嫁を実現させ、公武合体を推進した安藤信正が、尊王攘夷派の水戸浪士６名に江戸城坂下門外で襲われ負傷した。襲撃した浪士は全員その場で斬殺された。
- 1868年（慶応4年1月20日） - 尾張藩で青松葉事件が起こり、5日間で14名の藩士が処刑される。
- 1875年 - 「平民苗字必称義務令」布告。平民に苗字を名乗ることを義務付け。
- 1895年 - リュミエール兄弟がシネマトグラフの特許を取得[1]。
- 1912年 - 米国作曲家作詞家出版者協会 (ASCAP) 設立。
- 1927年 - 新潟県中頚城郡寺野村（現在の上越市板倉区）で、8m18cmの積雪。人里での積雪としては日本最大の記録[2]。
- 1945年 - 第二次世界大戦・独ソ戦: ブダペスト包囲戦が終結。赤軍がブダペストを占領。
- 1945年 - 第二次世界大戦: イギリス空軍・アメリカ空軍が無防備都市宣言していたドレスデンを空襲、2万人以上が犠牲に（ドレスデン爆撃）。
- 1946年 - GHQが改正憲法草案（マッカーサー草案）を日本政府に手交。
- 1950年 - レッドパージ: 東京都教育庁が共産主義の教員246人に退職を勧告。
- 1951年 - 地方公務員法施行。
- 1958年 - 南極観測船「宗谷」の乗組員が未確認生物「南極ゴジラ」を観測。
- 1960年 - ジェルボアーズ・ブルー: フランスがアルジェリアのサハラ砂漠で初の核実験を実施[3]。世界4番目の核保有国となる。
- 1960年 - ナッシュビル座り込みはじまる。
- 1972年 - 2月3日から開催されていた第11回冬季オリンピック・札幌大会が閉幕。
- 1974年 - ソビエト連邦が国家反逆罪でソルジェニーツィンを国外追放に。
- 1977年 - 青酸入りコーラ事件発生。
- 1980年 - 第13回冬季オリンピック・レークプラシッド大会開幕。2月24日まで。
- 1983年 - ハワイアン・オープンで青木功が日本人初のアメリカPGAツアー優勝を果たす。
- 1984年 - 9日に死亡したソ連書記長ユーリ・アンドロポフの後任にチェルネンコ政治局員が就任。
- 1985年 - 東京と愛知で青酸入りの菓子を発見。一連のグリコ・森永事件で実際に毒物入りの菓子がばらまかれた最後の事件。
- 1985年 - 大幅改正された風営法が施行される。対象業種が拡大し、営業時間が午前0時までに制限されるなど。
- 1988年 - 第15回冬季オリンピック・カルガリー大会開幕。2月28日まで。
- 1989年 - リクルート事件: 東京地検特捜部がリクルート前会長江副浩正ら4人を逮捕。
- 1989年 - 大阪市の北区と大淀区が合区して現在の北区、東区と南区が合区して中央区が誕生。
- 1995年 - アンドリュー・ワイルズのフェルマーの最終定理の証明に誤りがないことが確認され、360年に渡る歴史に決着がつく。
- 2000年 - グリコ・森永事件の全ての事件が時効を迎える。
- 2000年 - 前日の作者・チャールズ・M・シュルツの死去により、『ピーナッツ』（日曜版）の連載が終了。
- 2008年 - オーストラリアのケビン・ラッド首相が、アボリジニと盗まれた世代に対して政府として初めて公式に謝罪[4]。
- 2016年 - 新東名高速道路浜松いなさJCT - 豊田東JCT間開通[5]。
- 2017年 - 朝鮮民主主義人民共和国（北朝鮮）の最高指導者・金正恩の異母兄である金正男がマレーシアのクアラルンプール国際空港で暗殺される[6]。
- 2018年 - 将棋棋士の羽生善治と囲碁棋士の井山裕太に国民栄誉賞授与[7]。
- 2020年 - 習近平党総書記指導部が新型コロナウイルスの感染拡大が最も深刻な湖北省と武漢市のそれぞれのトップを交代させた。交代させられたのは湖北省の蔣超良書記と武漢市の馬国強書記の2名。蔣超良の後任に応勇上海市長、武漢市トップの市党委員会書記には山東省済南市トップの王忠林市党委員会書記を充てた[8][9]。
- 2021年 - 福島県沖地震: 福島県沖を震源とする深さ約60km、マグニチュード7.3の地震が発生し、96万2千戸が停電[10]。2011年に発生した東日本大震災の余震とみられている[11]。
- 2021年 - イタリア閣僚評議会議長にマリオ・ドラギが就任。
- 2025年 - 台湾の台中市にある新光三越百貨店で爆発事故が発生。4人が死亡、29人が重軽傷を負う。

## 誕生日
- 前711年 - 神武天皇、初代天皇（+ 前585年）
- 1258年 - オスマン1世、オスマン帝国初代皇帝（+ 1326年）
- 1457年 - マリー・ド・ブルゴーニュ、ヴァロワ朝ブルゴーニュ公国最後の君主（+ 1482年）
- 1599年 - アレクサンデル7世、第237代ローマ教皇（+ 1667年）
- 1641年（寛永18年1月4日） - 松平頼純、初代伊予国西条藩主（+ 1711年）
- 1723年 - アントワーヌ・ルイ、外科医（+ 1792年）
- 1724年（享保9年1月19日） - 中川久貞、第8代豊後国岡藩主（+ 1790年）
- 1728年 - ジョン・ハンター、医学者（+ 1793年）
- 1750年（寛延3年1月7日） - 蔦屋重三郎、出版人（+ 1797年）
- 1754年 - タレーラン＝ペリゴール、政治家、フランス首相、外交官（+ 1838年）
- 1756年（宝暦6年1月14日） - 酒井忠言、第5代越前国敦賀藩主（+ 1799年）
- 1769年 - イヴァン・クルィロフ、劇作家、文学者（+ 1844年）
- 1778年 - フェルナンド・ソル、作曲家、ギター奏者（+ 1839年）
- 1787年（天明6年12月26日） - 朽木綱方、第10代丹波国福知山藩主（+ 1838年）
- 1791年（寛政3年1月11日） - 一柳頼親、第7代伊予国小松藩主（+ 1832年）
- 1799年（寛政11年1月9日） - 土方雄興、第10代伊勢国菰野藩主（+ 1838年）
- 1805年 - ペーター・グスタフ・ディリクレ、数学者（+ 1859年）
- 1813年（文化10年1月13日） - 松平勝道、第9代伊予国今治藩主（+ 1866年）
- 1849年 - ランドルフ・チャーチル卿、イギリス大蔵大臣（+ 1895年）
- 1864年 - フーゴ・ベッカー、チェリスト、音楽教師、作曲家（+ 1941年）
- 1870年 - レオポルド・ゴドフスキー、ピアニスト、作曲家（+ 1938年）
- 1873年 - フョードル・シャリアピン、オペラ歌手（+ 1938年）
- 1875年 - 飯塚国三郎、柔道家（+ 1958年）
- 1881年 - エリナー・ファージョン、児童文学作家（+ 1965年）
- 1882年 - イグナーツ・フリードマン、ピアニスト、作曲家（+ 1948年）
- 1883年 - ハル・チェイス、元プロ野球選手（+ 1947年）
- 1887年 - チャート・ゲーザ、作家、音楽家、医師（+ 1919年）
- 1888年 - ゲオルギオス・パパンドレウ、政治家、ギリシャ首相（+ 1968年）
- 1890年 - 豊田豊吉、政治家（+1943年）
- 1891年 - 河合栄治郎、社会思想家、経済学者（+ 1944年）
- 1893年 - 児島善三郎、洋画家（+ 1962年）
- 1898年 - 安岡正篤、陽明学者（+ 1983年）
- 1899年 - 宮本百合子、作家（+ 1951年）
- 1900年 - 神戸光、俳優、映画プロデューサー、新聞記者（+1992年）
- 1900年 - 徳安実蔵、政治家（+1988年）
- 1902年 - 平川唯一、アナウンサー（+ 1993年）
- 1902年 - ハロルド・ラスウェル、政治学者（+ 1978年）
- 1903年 - ジョルジュ・シムノン、推理作家（+ 1989年）
- 1903年 - ゲオールギイ・ベリーエフ、航空エンジニア（+ 1979年）
- 1904年 - 唐木順三、文芸評論家、哲学者、思想家（+1980年）
- 1909年 - 吉川英史、音楽学者（+ 2006年）
- 1910年 - ウィリアム・ショックレー、物理学者（+ 1989年）
- 1912年 - マックス・シュトッツ、ドイツ空軍のエース・パイロット（+ 1943年）
- 1914年 - 倉金章介、漫画家（+ 1973年）
- 1915年 - アウン・サン、ミャンマーの独立運動家（+ 1947年）
- 1915年 - 新富卯三郎、元プロ野球選手（+ 1945年）
- 1917年 - 吉阪隆正、建築家（+ 1980年）
- 1918年 - 今岡謙次郎、元プロ野球選手
- 1921年 - ジャンヌ・ドゥメッシュー（ドゥメシュ）、オルガニスト、ピアニスト、作曲家（+ 1968年）
- 1923年 - イフラ・ニーマン、ヴァイオリニスト（+ 2003年）
- 1923年 - チャック・イェーガー、空軍パイロット （+ 2020年）
- 1925年 - 坂東徹、政治家（+ 2010年）
- 1926年 - 吉村午良、政治家（+ 2007年）
- 1928年 - 与儀眞助、元プロ野球選手（+ 1979年）
- 1929年 - フランキー堺、俳優（+ 1996年）
- 1931年 - 藤江清志、元プロ野球選手
- 1933年 - 辻静雄、料理研究家（+ 1993年）
- 1933年 - エマニュエル・ウンガロ、ファッションデザイナー（+ 2019年）
- 1933年 - キム・ノヴァク、女優
- 1935年 - 茂木友三郎、実業家、キッコーマン取締役名誉会長
- 1936年 - 久能靖、アナウンサー、ジャーナリスト
- 1937年 - 小林千登勢、女優（+ 2003年）
- 1937年 - 二宮寛、元サッカー選手、指導者
- 1938年 - オリヴァー・リード、俳優（+ 1999年）
- 1938年 - 種茂雅之、元プロ野球選手
- 1941年 - ジグマー・ポルケ、画家（+ 2010年）
- 1941年 - ボー・スヴェンソン、俳優
- 1941年 - 木村庄之助 (32代)、元大相撲立行司
- 1942年 - グレート草津、プロレスラー（+ 2008年）
- 1942年 - 渡辺捷昭、実業家
- 1943年 - 森本レオ、俳優
- 1943年 - 中澤清、宇宙物理学者
- 1944年 - 猪飼隆明、歴史学者、大阪大学名誉教授（+ 2024年）
- 1944年 - 竹内次也、実業家
- 1944年 - 井手峻、元プロ野球選手
- 1944年 - ストッカード・チャニング、女優
- 1945年 - キング・フロイド、アメリカ合衆国のソウル歌手 （+ 2006年）
- 1946年 - 児玉好弘、元プロ野球選手
- 1947年 - 岩井克人、経済学者
- 1947年 - タチアナ・タラソワ、フィギュアスケート選手、指導者
- 1948年 - 木田久主一、政治家
- 1948年 - 監物永三、元体操選手、日本体育大学名誉教授、メキシコシティー五輪、ミュンヘン五輪、モントリオール五輪男子団体金メダリスト
- 1948年 - 服部敏和、元プロ野球選手
- 1949年 - 南こうせつ、シンガーソングライター
- 1949年 - 川田悦子、政治家
- 1949年 - 佐藤B作、コメディアン、タレント
- 1950年 - 竹宮惠子、漫画家
- 1950年 - 島田洋八、タレント（元B&B）
- 1950年 - 三浦真弓、女優
- 1950年 - ピーター・ガブリエル、ミュージシャン
- 1950年 - エヴァ・オーリン、女優
- 1952年 - 松本芳之、元プロ野球選手
- 1952年 - 亀井利克、元政治家
- 1952年 - 伊藤早苗、物理学者（+ 2019年）
- 1953年 - 栗本薫、SF作家、評論家（+ 2009年）
- 1953年 - 佐藤昭雄、プロレスラー
- 1955年 - 矢野顕子、ミュージシャン
- 1955年 - 小野秀昭、経済学者
- 1956年 - 太刀掛秀子、漫画家
- 1956年 - 高見裕一、政治家
- 1956年 - ピーター・フック、ミュージシャン（ジョイ・ディヴィジョン、ニュー・オーダー）
- 1957年 - 山本博文、歴史学者（+ 2020年）
- 1958年 - 三反園訓、ジャーナリスト、政治家
- 1958年 - 道原かつみ、漫画家
- 1959年 - わかぎえふ、演出家
- 1959年 - 浅野祥之、ギター奏者（+2007年）
- 1960年 - 加藤純平、俳優
- 1960年 - 山本百合子、声優、歌手
- 1960年 - 宮川美津子、弁護士、最高裁判所判事
- 1960年 - ピエルルイジ・コッリーナ、サッカー審判、投資アドバイザー
- 1961年 - 田岡実千年、政治家
- 1961年 - 三原徹司、声優、ナレーター、気象予報士
- 1961年 - 青島利幸、放送作家、脚本家、作詞家（+ 2017年）
- 1962年 - 保坂知寿、ミュージカル女優
- 1963年 - 仲道郁代、ピアニスト
- 1963年 - 深水黎一郎、小説家
- 1963年 - 有森浩三、将棋棋士
- 1964年 - 出川哲朗、タレント
- 1964年 - 宮本和知、元プロ野球選手、タレント
- 1964年 - 山塚アイ、ミュージシャン（BOREDOMS）
- 1964年 - 武野一起、テレビプロデューサー
- 1964年 - 黒氏康博、アナウンサー
- 1965年 - ヒロミ、タレント
- 1965年 - 南原清隆、お笑いタレント（ウッチャンナンチャン）
- 1965年 - 優希比呂[12]、声優
- 1967年 - 生田智子、女優
- 1967年 - 岡田忠之、オートバイレーサー
- 1967年 - ランディ・マッスル、タレント
- 1968年 - 秋山美紀、社会学者、元アナウンサー
- 1968年 - 後藤俊哉、元アナウンサー
- 1968年 - 岡田達也、俳優
- 1968年 - ケリー・フー、女優
- 1969年 - 上野聡一、編集技師
- 1969年 - 古賀謙一、テレビディレクター、演出家
- 1969年 - オーランド・ミラー、元プロ野球選手
- 1971年 - 湯沢薫、美術家、ファッションモデル
- 1971年 - 今井トゥーンズ、イラストレーター
- 1973年 - 松野有里巳、女優、歌手（元ribbon）
- 1974年 - 村越祐民、政治家
- 1974年 - 三浦弘行、将棋棋士
- 1974年 - ハリウッドザコシショウ、お笑い芸人
- 1974年 - ロビー・ウィリアムズ、ポップシンガー
- 1975年 - 片岡千珠、声優、ナレーター
- 1976年 - 大村直之、元プロ野球選手
- 1976年 - 真木将樹、元プロ野球選手
- 1976年 - 西岡孝洋、アナウンサー
- 1976年 - 仲西環、声優、女優（+ 2020年）
- 1977年 - ランディ・モス、アメリカンフットボール選手
- 1978年 - フィリップ・ジャルスキー、カウンターテナー歌手
- 1979年 - 近藤陽子、アイスホッケー選手
- 1979年 - ミーナ・スヴァーリ、女優
- 1979年 - ラファエル・マルケス、元サッカー選手
- 1979年 - レイチェル・リーヴス、政治家
- 1980年 - 広橋佳以、女優、タレント
- 1980年 - 三上卓哉、元サッカー選手、指導者
- 1980年 - セバスティアン・ケール、元サッカー選手
- 1980年 - ノマアキコ、ミュージシャン（元GO!GO!7188）
- 1981年 - 藤ヶ谷陽介、元サッカー選手
- 1981年 - 鍋井まき子、声優
- 1982年 - 阿部力、俳優
- 1982年 - 巻野わかば、グラビアアイドル、女優
- 1982年 - 奥田美和子、歌手
- 1982年 - 秋奈つかこ、漫画家、イラストレーター
- 1983年 - 飛永翼、お笑いタレント（ラバーガール）
- 1983年 - 栗山絵美、女優、モデル
- 1983年 - 佐藤友和、競輪選手
- 1984年 - 池端忍、モデル
- 1984年 - 美名、声優
- 1984年 - 芦沢央、作家
- 1985年 - 小野愛、元グラビアアイドル
- 1985年 - 佐野真彩、タレント
- 1985年 - ローガン・オンドルーセック、プロ野球選手
- 1986年 - 輝海、俳優、モデル
- 1986年 - 小橋達也、声優
- 1987年 - エルイェロ・エリア、サッカー選手
- 1988年 - ライアン・ゴインズ、元プロ野球選手
- 1988年 - 森なな子、声優、女優
- 1988年 - エリカ・メンデス、声優
- 1988年 - 大谷芽衣[13]、モデル
- 1988年 - 花村枝里、アナウンサー
- 1988年 - 井口卓人、レーシングドライバー
- 1989年 - 加島ちかえ、女優、タレント
- 1990年 - 加藤諒、俳優、タレント
- 1990年 - ネイサン・イオバルディ、プロ野球選手
- 1990年 - ママドゥ・サコー、サッカー選手
- 1990年 - ケヴィン・ストロートマン、サッカー選手
- 1990年 - ギェンツェン・ノルブ、僧侶
- 1991年 - 伊勢みはと、タレント、グラビアアイドル
- 1991年 - 柳川澄樺、プロレスラー
- 1991年 - ルーク・ボイト、プロ野球選手
- 1992年 - 岡聡志、ギタリスト
- 1993年 - 有村架純、女優
- 1994年 - メンフィス・デパイ、サッカー選手
- 1995年 - 彩夢、元女優
- 1996年 - 中川愛理沙、ファッションモデル
- 1996年 - 石橋桃、声優
- 1996年 - 矢埜愛茉、AV女優、元グラビアアイドル
- 1997年 - 依田菜津、声優
- 1997年 - 田北香世子、アイドル（元AKB48）
- 1997年 - 石田皓大、元サッカー選手
- 1998年 - 忽滑谷こころ、日本テレビアナウンサー
- 1999年 - 葉月ひとみ、女優、モデル
- 1999年 - 木出雄斗、サッカー選手
- 2000年 - 春咲暖、声優、元アイドル（元A応P）
- 2000年 - 戎嶋美有、野球選手
- 2000年 - 佐々木チワワ、ルポライター
- 2000年 - ハン露、アイドル、ファッションモデル
- 2000年 - 細谷翔馬、陸上競技選手
- 2001年 - 岸みゆ、アイドル（＃ババババンビ）
- 2001年 - 土橋郁矢、ラグビー選手
- 2002年 - 播磨かな、タレント、アイドル（浪江女子発組合、元Awww!、元はちみつロケット）
- 2002年 - 夢実あすか、アイドル（MyDearDarlin'）
- 2002年 - ソフィア・リリス、女優
- 2004年 - 溝口修平、プロサッカー選手
- 2004年 - 櫻井心那、プロゴルファー
- 2009年 - 外川燎、子役
- 2010年 - 石崎珠里、アイドル（RepiDoll）
- 2010年 - 斎藤汰鷹、俳優
- 生年不詳 - 鳴海じゅん、歌手、女優
- 生年不詳 - 華木ミヤ、女優
- 生年不詳 - 川田まみ、作詞家、元歌手
- 生年不詳 - 佳川紘子、声優
- 生年不詳 - 神谷けいこ、声優
- 生年不詳 - 名村幸太朗、声優
- 生年不詳 - 深田紗記子、声優
- 生年不詳 - 森島亜梨紗、声優
- 生年不詳 - 旭凛太郎、漫画家
- 生年不詳 - 道原かつみ、漫画家、イラストレーター

## 忌日

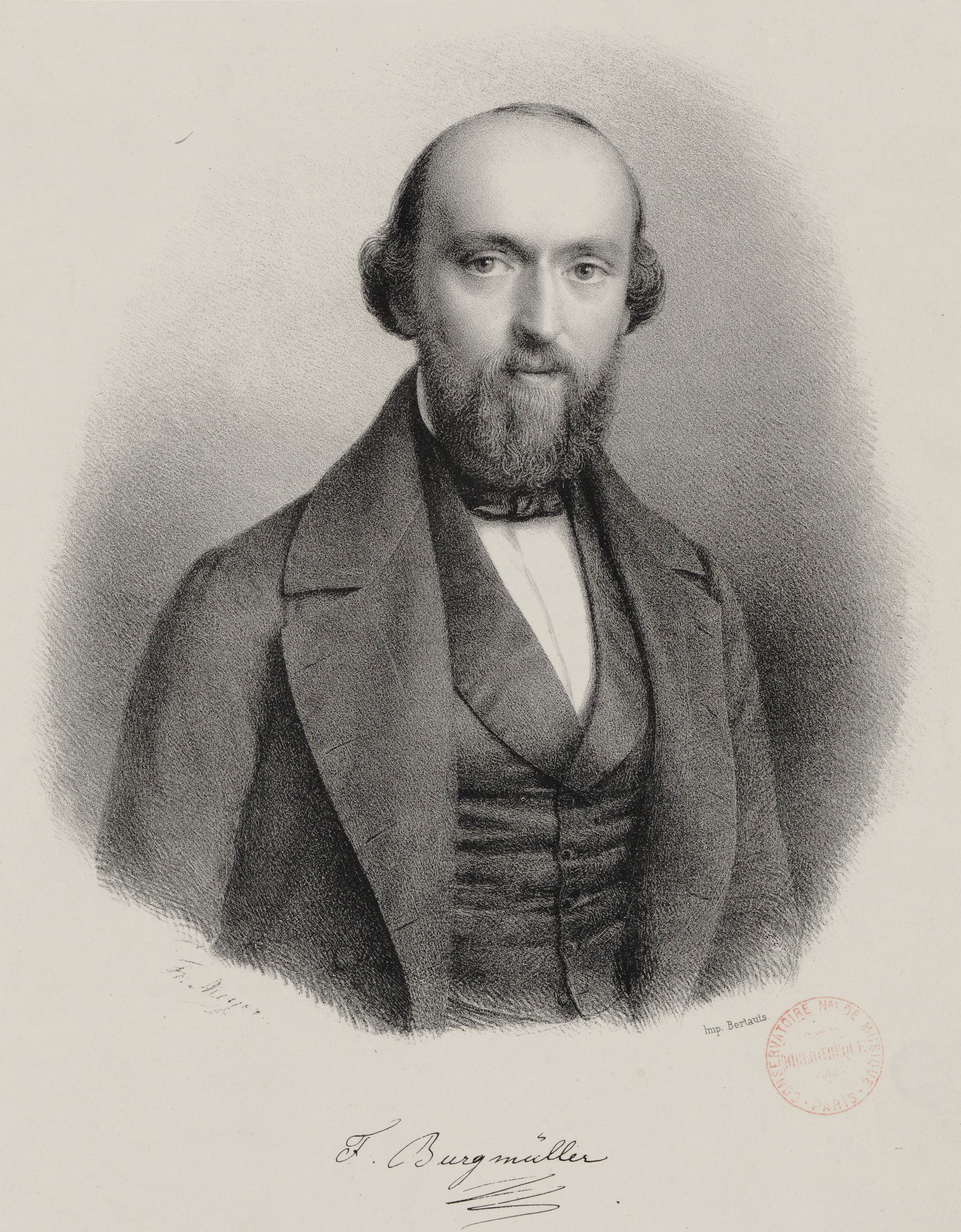
作曲家、ピアニスト、ヨハン・ブルグミュラー(1806-1874)没。

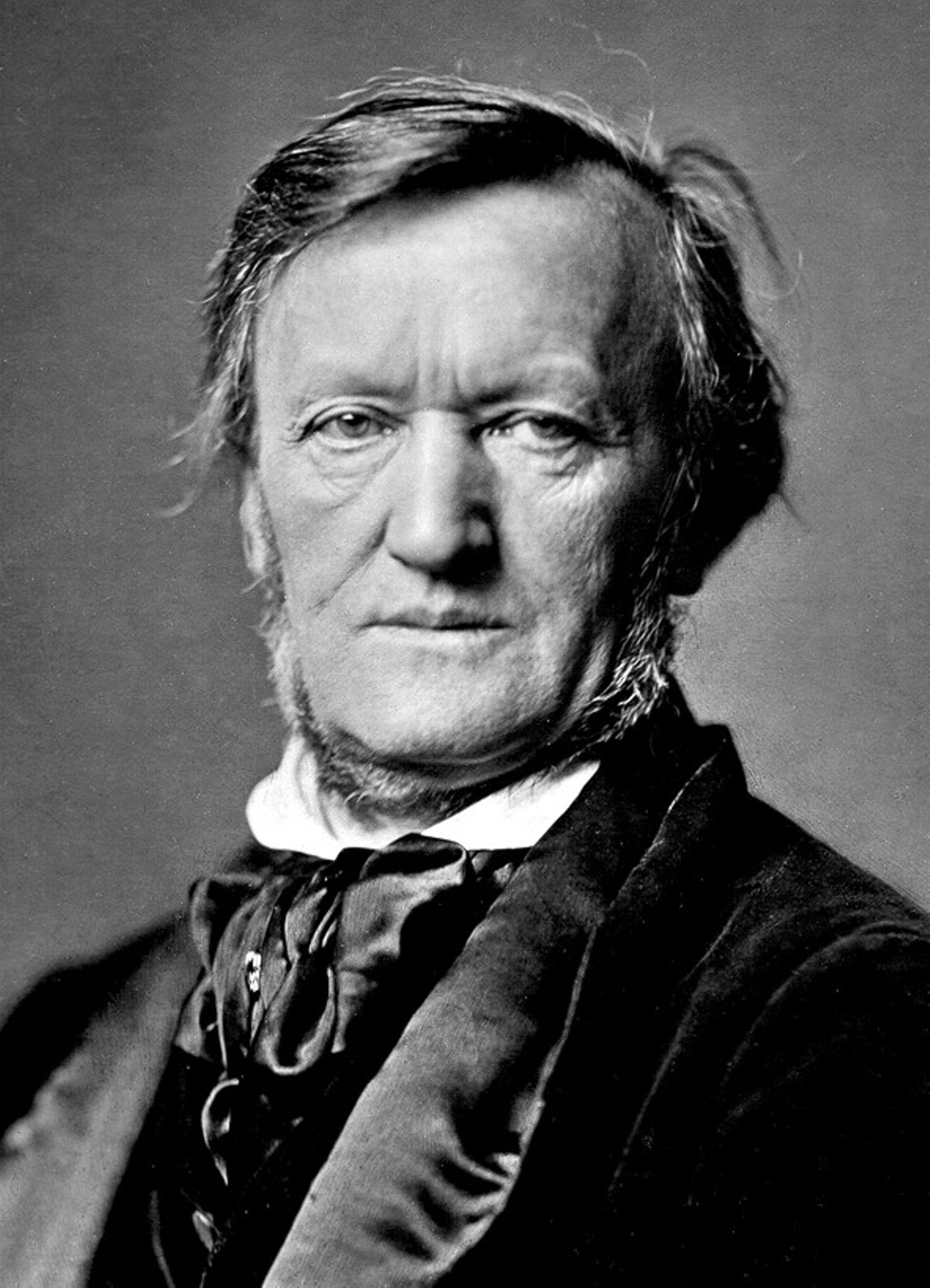
作曲家リヒャルト・ワーグナー(1813-1883)没。

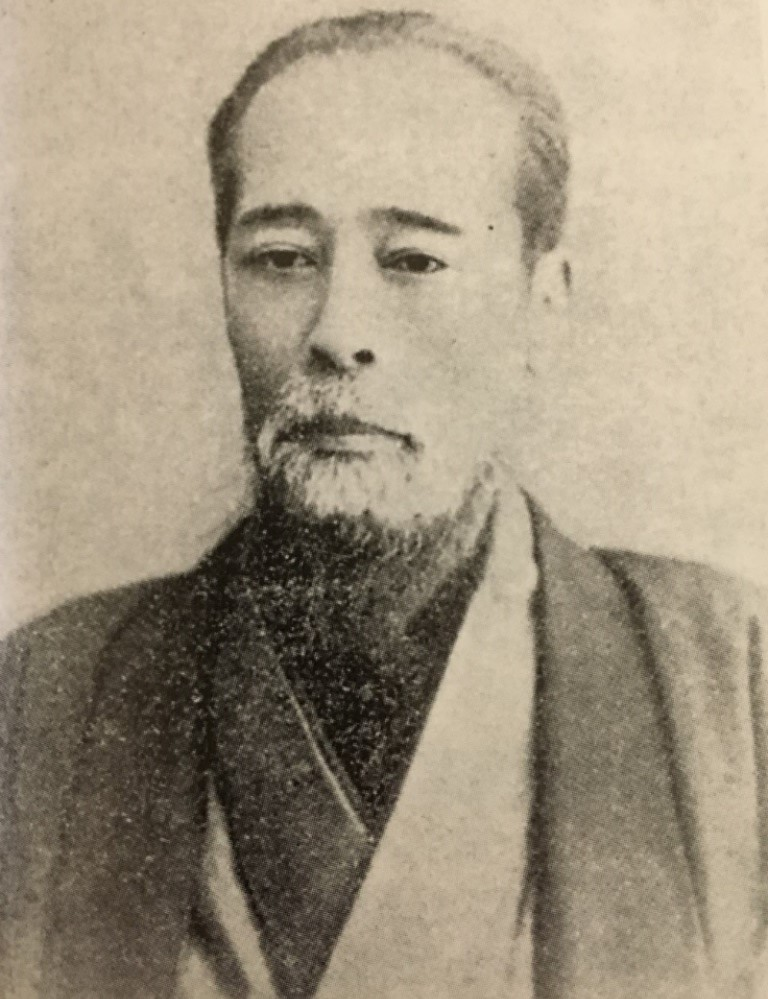
幕臣、剣術家高橋泥舟(1835-1903)没。勝海舟、山岡鉄舟とともに幕末の三舟と呼ばれた。

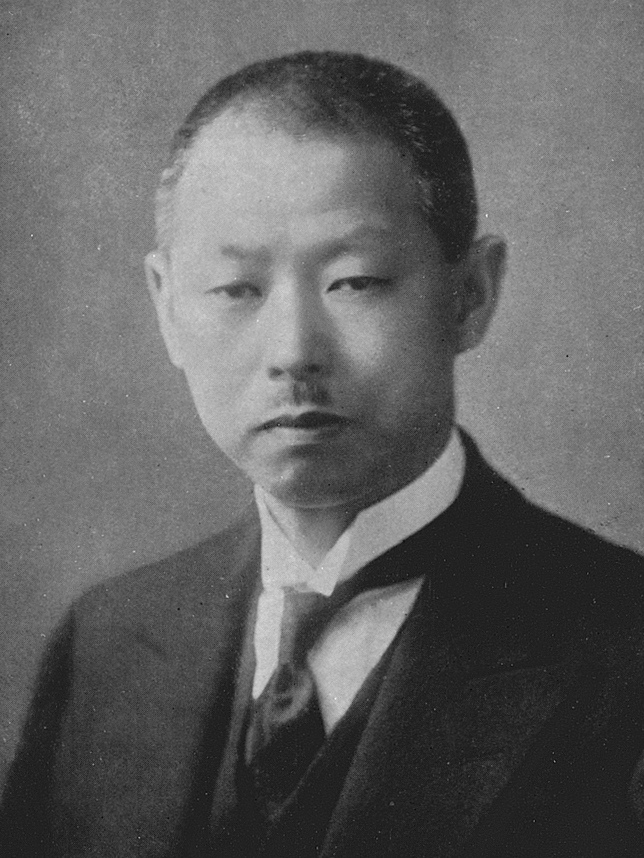
日産コンツェルンの創始者鮎川義介(1880-1967)没。

- 858年 - ケネス1世、スコットランド王（* 810年）
- 869年（貞観10年閏12月28日） - 源信、公卿、初代源氏長者（* 810年）
- 1130年 - ホノリウス2世 、第163代ローマ教皇（+ 1060年）
- 1162年（応保2年1月28日） - 重仁親王、崇徳天皇の第一皇子（* 1140年）
- 1219年（建保7年1月27日） - 源実朝、鎌倉幕府第3代将軍（* 1192年）
- 1219年（建保7年1月27日） - 公暁、源実朝の甥、鶴岡八幡宮別当（* 1200年）
- 1219年（建保7年1月27日） - 源仲章、実朝の側近
- 1332年 - アンドロニコス2世パレオロゴス、東ローマ皇帝（* 1260年）
- 1539年 - イザベラ・デステ、マントヴァ侯夫人（* 1474年）
- 1542年 - キャサリン・ハワード、イングランド王ヘンリー8世の5番目の妃（* 1521年）
- 1571年 - ベンヴェヌート・チェッリーニ、美術家（* 1500年）
- 1583年（天正11年1月21日） - 足利義氏[14]、第5代古河公方（* 1541年）
- 1660年 - カール10世、スウェーデン王（* 1622年）
- 1662年 - エリザベス・ステュアート、プファルツ選帝侯フリードリヒ5世の妃（* 1596年）
- 1693年 - ヨハン・カスパール・ケルル、作曲家、オルガニスト（* 1627年）
- 1728年 - コットン・マザー、神学者、作家（* 1663年）
- 1744年 - ピエール・ゴベール、画家（* 1662年）
- 1756年 - ヨハン・ゲプハルト（ドイツ語版）、画家（* 1676年）
- 1787年 - ルジェル・ヨシプ・ボスコヴィッチ、科学者、イエズス会神父（* 1711年）
- 1788年 - ジャン＝ジェルマン・ドルーエ、画家（* 1763年）
- 1818年 - ジョージ・ロジャース・クラーク、アメリカ独立戦争期の米軍指揮官（* 1752年）
- 1821年 - ジャン＝ジャック・ラグルネ、画家、版画家（* 1739年）
- 1845年 - ヘンリク・ステフェンス（英語版）、哲学者、科学者、詩人（* 1773年）
- 1858年 - ヘルマン・ハインリヒ・ゴッセン、経済学者（* 1810年）
- 1874年 - ヨハン・ブルグミュラー、作曲家、ピアニスト（* 1806年）
- 1876年 - ガブリエル・アンドラル（英語版）、病理学者（* 1797年）
- 1883年 - リヒャルト・ワーグナー、作曲家（* 1813年）
- 1891年 - アレクサンダー・ヒュー・ホームズ・スチュアート、第3代アメリカ合衆国内務長官（* 1807年）
- 1893年 - 宮城浩蔵、刑法学者、政治家、明治法律学校（現明治大学）創立者のひとり（* 1852年）
- 1903年 - 高橋泥舟、幕臣、剣客（* 1835年）
- 1914年 - アルフォンス・ベルティヨン、警察官、犯罪学者（* 1853年）
- 1914年 - ダニエル・スワロフスキー、ガラス製造業者、スワロフスキー創業者（* 1862年）
- 1916年 - ヴィルヘルム・ハンマースホイ、画家（* 1864年）
- 1924年 - 杉浦重剛、教育者、思想家（* 1855年）
- 1924年 - 吉本吉兵衛、吉本興業創業者（* 1886年）
- 1926年 - ヘンリー・ホルト（英語版）、書籍出版者、作家（* 1840年）
- 1926年 - フランシス・イシドロ・エッジワース、経済学者（* 1845年）
- 1931年 - 小出楢重、洋画家（* 1887年）
- 1935年 - ヴァーノン・リー（英語版）、作家（* 1856年）
- 1937年 - 山中直治、作曲家（* 1906年）
- 1938年 - エルンスト・カルコウスキー（英語版）、地質学者（* 1851年）
- 1945年 - ドロテア・ケーリング、テニス選手（* 1880年）
- 1950年 - アルフレッド・ミッチェル＝イネス、外交官（* 1864年）
- 1950年 - ラファエル・サバチニ、小説家（* 1875年）
- 1952年 - アルフレート・アインシュタイン、音楽学者（* 1880年）
- 1952年 - ジョセフィン・テイ、推理作家（* 1896年）
- 1956年 - ヤン・ウカシェヴィチ、論理学者、哲学者（* 1878年）
- 1957年 - 山田宗有、実業家、茶人、吹田製紙（現日本製紙パピリア）創業者（* 1866年）
- 1957年 - グスタフ・ミー（英語版）、物理学者（* 1868年）
- 1958年 - ジョルジュ・ルオー、画家（* 1871年）
- 1959年 - 平沼亮三、実業家、政治家、スポーツ選手、指導者（* 1879年）
- 1961年 - 村松梢風、小説家、随筆家（* 1889年）
- 1963年 - オズワルド・トーマス（英語版）、天文学者（* 1882年）
- 1963年 - 矢島保治郎、探検家、軍人（* 1882年）
- 1964年 - パトリック・ライアン、ハンマー投げ選手、1920年アントワープ五輪金メダリスト（* 1883年）
- 1965年 - ウィリアム・ヒアド・キルパトリック、教育学者（* 1871年）
- 1966年 - マルグリット・ロン、ピアニスト（* 1874年）
- 1967年 - 鮎川義介、実業家（* 1880年）
- 1968年 - メエ・マーシュ、女優（* 1894年）
- 1972年 - 柏原兵三、小説家（* 1933年）
- 1973年 - 池島信平、編集者、実業家、第3代文藝春秋社長（* 1909年）
- 1980年 - 本郷新、彫刻家（* 1905年）
- 1980年 - デビッド・ジャンセン、俳優（* 1931年）
- 1982年 - 江利チエミ、歌手（* 1937年）
- 1984年 - 植村直己、冒険家（* 1941年）（この日の交信を最後に消息を絶つ）
- 1987年 - 村上朝一、裁判官、元最高裁判所長官（* 1906年）
- 1989年 - 日下弘、デザイナー、装丁家（* 1932年）
- 1990年 - 原忠實、政治家、元佐賀県鳥栖市長（* 1913年）
- 1991年 - フラヴィアーノ・ラボー、テノール歌手（* 1927年）
- 1993年 - 青山杉雨、書家（* 1912年）
- 1996年 - マーティン・バルサム、俳優（* 1919年）
- 1997年 - ロバート・クラーク・グラハム（英語版）、実業家（* 1906年）
- 1997年 - ボビー・アダムズ、野球選手（* 1921年）
- 2002年 - 東郷正延、ロシア語学者（* 1908年）
- 2003年 - 永谷晴子、社会活動家、実業家、元日本生活協同組合連合会理事（* 1909年）
- 2003年 - ウォルト・ロストウ、経済学者（* 1916年）
- 2004年 - 渓内謙、歴史学者、政治学者、東京大学名誉教授（* 1923年）
- 2004年 - ゼリムハン・ヤンダルビエフ、チェチェン独立派指導者（* 1952年）
- 2005年 - ルシア・ドス・サントス、カルメル会修道女、ファティマの聖母の目撃者（* 1907年）
- 2005年 - 島谷一美、柔道家・レスリング選手（* 1915年）
- 2005年 - モーリス・トランティニアン、レーシングドライバー（* 1917年）
- 2005年 - シクステン・エールリンク、指揮者（* 1918年）
- 2006年 - アンドレアス・カツーラス、俳優（* 1946年）
- 2007年 - エリザベス・ジョリー（英語版）、作家（* 1923年）
- 2007年 - エリアナ・ラモス、ファッションモデル（* 1988年）
- 2008年 - 市川崑、映画監督（* 1915年）
- 2008年 - アンリ・サルヴァドール、シャンソン歌手（* 1917年）
- 2008年 - ロジャー・ヴォアザン（英語版）、トランペット奏者（* 1918年）
- 2008年 - ミケーレ・グレコ、マフィア構成員（* 1924年）
- 2009年 - 山里清、生態学者、サンゴ礁研究者、琉球大学名誉教授（* 1930年）
- 2009年 - 田村大五、ベースボールコラムニスト（* 1935年）
- 2009年 - コルクィ・トリニダッド（英語版）、社会風刺漫画家（* 1939年）
- 2010年 - レッド・ロシャ、プロバスケットボール選手、指導者（* 1923年)
- 2010年 - ルシール・クリフトン（英語版）、詩人、作家、教育者（* 1936年）
- 2011年 - 木原信敏、技術者、実業家、元ソニー専務（* 1926年）
- 2011年 - アルンフィン・ベルクマン、ノルディックスキー選手、サッカー選手（* 1928年）
- 2011年 - 浦里はる美、女優（* 1934年）
- 2012年 - リリアン・バスマン、写真家、画家、イラストレーター（* 1917年）
- 2012年 - 三崎千恵子[15]、女優 （* 1920年）
- 2012年 - 藤野正三郎、経済学者、一橋大学名誉教授（* 1927年）
- 2012年 - フレディー・ソロモン（英語版）、アメリカンフットボール選手（* 1953年）
- 2012年 - 久島海啓太、元大相撲力士、年寄14代田子ノ浦（* 1965年）
- 2012年 - 水田皓規[16]、元ポリグラム（現ユニバーサルミュージック）社長（* 1938年）
- 2013年 - 東條由布子、作家（* 1939年）
- 2013年 - 星野勇次[17]、実業家、元大昭和製紙取締役（* 1940年または1941年）
- 2014年 - ピエロ・ディンゼオ（英語版）、騎兵隊将校、障害飛越競技選手（* 1923年）
- 2014年 - 今野繁、政治家、元福島県相馬市長（* 1926年）
- 2014年 - リチャード・メラー・ニールセン、元サッカー選手、指導者（* 1937年）
- 2014年 - 山本兼一、小説家（* 1956年）
- 2014年 - 池村英樹、高校野球指導者、（* 1971年）
- 2015年 - 田淵守[18]、実業家、元三井物産副社長（* 1924年）
- 2015年 - 田中芳之[19]、テレビプロデューサー（* 1960年）
- 2016年 - 三川泉、シテ方宝生流能楽師（* 1922年）
- 2016年 - イヴォンヌ・バール（英語版）、医学者、エプスタイン・バール・ウイルス共同発見者（* 1932年）
- 2016年 - 岩倉具忠、イタリア文学者、京都大学名誉教授（* 1933年）
- 2016年 - アントニン・スカリア、アメリカ合衆国最高裁判所判事（* 1936年）
- 2017年 - 鈴木清順[20]、映画監督（* 1923年）
- 2017年 - ブルース・ランズベリー、テレビプロデューサー、脚本家、劇作家（* 1930年）
- 2017年 - 宇野輝雄、翻訳家（* 1931年）
- 2017年 - 青木玲子、女優（* 1933年）
- 2017年 - ステイシー・ブランバーグ、ダーツプレイヤー（* 1956年）
- 2017年 - 金正男、北朝鮮の第二代最高指導者の金正日の長男（* 1971年）
- 2018年 - ドブリ・ドブレフ、正教徒（* 1914年）
- 2018年 - ヘンリック (デンマーク王配)、デンマーク女王マルグレーテ2世の王配（* 1934年）
- 2018年 - 草原タカオ、漫画家、イラストレーター（* 1940年）
- 2018年 - 寺山憲二[21]、政治家、元北海道音更町長（* 1951年）
- 2018年 - 吉岡逸夫、ジャーナリスト、カメラマン（* 1952年）
- 2018年 - ヴィクター・ミラン（英語版）、SF・ファンタジー作家（* 1954年）
- 2019年 - ビビ・フェレイラ（ポルトガル語版）、ミュージカル歌手、作曲家、女優、演出家（* 1922年）
- 2019年 - ハンス・シュタットルマイア、指揮者、作曲家（* 1929年）
- 2019年 - 高橋英夫、文芸評論家（* 1930年）
- 2019年 - コニー・ジョーンズ（英語版）、ジャズトランペット奏者（* 1934年）
- 2019年 - エリック・ハリソン（英語版）、サッカー選手、指導者（* 1938年）
- 2019年 - 屋比久勲[22]、吹奏楽指導者（* 1938年）
- 2019年 - マリサ・ソリナス（イタリア語版）、女優（* 1939年）
- 2019年 - 又吉真也[23]、胡弓奏者、沖縄県指定無形文化財保持者（* 1954年または1955年）
- 2019年 - 張立、卓球選手（* 1951年）
- 2020年 - 城戸崎愛、料理研究家（* 1925年）
- 2020年 - ラファエル・ロメロ・マルチェント（スペイン語版）、映画監督、脚本家、俳優（* 1926年）
- 2020年 - 宮野彬、刑法学者、明治学院大学名誉教授（* 1933年）
- 2020年 - 坂口芳貞、俳優、声優、演出家（* 1939年）
- 2020年 - ラジェンドラ・パチャウリ、環境エネルギー問題専門家、元IPCC議長（* 1940年）
- 2020年 - 許徳甫（中国語版）、中医師（* 1958年）
- 2020年 - 劉寿祥（中国語版）、水彩画家（* 1958年）
- 2020年 - クリストフ・デジャルダン（フランス語版）、ヴィオラ奏者（* 1962年）
- 2021年 - 成沢昌茂、脚本家、映画監督（* 1925年）
- 2021年 - ユーリー・ウラソフ（英語版）、元重量挙げ選手、著作家、1960年ローマ五輪金メダリスト（* 1935年）
- 2021年 - 太田雅博[24]、口腔生理学者、九州大学名誉教授（* 1935年）
- 2021年 - ジェームズ・リッジウェイ（英語版）、ジャーナリスト（* 1936年）
- 2021年 - 石津進也、実業家、元旭硝子（現AGC）社長、日本ソーダ工業会会長（* 1938年）
- 2021年 - ルイス・クラーク（英語版）、編曲家、キーボード奏者（元エレクトリック・ライト・オーケストラ）（* 1947年)
- 2022年 - 田村逸也、実業家、元タムラ製作所社長（* 1925年）
- 2022年 - 鈴木富士男[25]、銀行家、元浜松信用金庫（現浜松磐田信用金庫）理事長（* 1932年または1933年）
- 2022年 - 棚山波朗[26]、俳人、俳人協会顧問（* 1939年）
- 2022年 - エドゥアルド・ロメロ（英語版）、元プロゴルファー（* 1954年）
- 2023年 - アラン・ゴラゲール、ジャズピアニスト、作曲家、編曲家（* 1931年）
- 2023年 - ヒューイ・"ピアノ"・スミス、R&Bピアニスト（* 1934年）
- 2023年 - ホセ・マリア・ヒル＝ロブレス・イ・ヒル＝デルガド、弁護士、政治家、 元欧州議会議長（* 1935年）
- 2023年 - グイド・バッソ（英語版）、ジャズトランペット奏者、フリューゲルホルン奏者、編曲家、作曲家、指揮者（* 1937年）
- 2023年 - 松本零士、漫画家（* 1938年）
- 2023年 - スペンサー・ウィギンス、ソウルシンガー（* 1942年）
- 2023年 - オリヴァー・ウッド、映画撮影監督（* 1942年）
- 2023年 - トム・ラディ、映画プロデューサー（* 1943年）
- 2024年 - 俵好夫、物理学者（* 1932年または1933年）
- 2024年 - 黒木彰一、テレビプロデューサー（* 1969年）

## 記念日・年中行事
- 苗字制定記念日／名字の日（ 日本）
1875年2月13日に、明治政府が平民苗字必称義務令という太政官布告を出し、すべての国民に姓を名乗ることを義務づけたことに由来[27][28][29][30]。なお、「苗字必称義務令」公布に先立つ1870年9月19日、平民苗字許可令（太政官布告第608号）が公布されており、9月19日が「苗字の日」とされている[31]。
- NISAの日（ 日本）
2014年より少額投資非課税制度（NISA）が始まることを記念し確定拠出年金教育協会が制定。2と13で「ニーサ」と読む語呂合わせから[32]。
- 日本遺産の日（ 日本）
文化庁と自治体の連盟である日本遺産連盟による制定。観光振興のため、ＧＷや夏休みの旅行先選びに宣伝効果の高い2月のうちで「にほん（2）いさん（13）」と読む語呂合わせから選ばれた[33]。
- 土佐文旦の日（ 日本）
高知県の特産果樹である土佐文旦を、より広くPRすることを目的に土佐文旦振興対策協議会が2015年に制定。日付は、土佐文旦が旬を迎え出荷量が増える2月、そして13を「土佐」と読む語呂合わせから[34]。
- 塩澤寺厄除地蔵尊祭り（ 日本）
山梨県甲府市の塩澤寺（えんたくじ）で、毎年2月13日から翌14日にかけて「厄除け地蔵尊まつり」が行なわれる。塩澤寺のお地蔵さんが1年に一度、24時間だけ耳を傾け、善男善女の願いを聞きいれ厄難を逃れることができるという祭礼[35]。
- 豊後高田市恋叶ロードの日（ 日本）
豊後高田市が、海岸線を走る「国道213号」にちなんで、2月13日を恋が叶う「豊後高田市恋叶ロードの日」と命名。恋人同士はもちろん、多くの人に訪れてもらうことが目的[36]。
- 世界ラジオの日
1946年のこの日に国際連合がラジオの国際放送「国際連合放送」を開始したことから、2012年に国際連合教育科学文化機関（ユネスコ）によって国際デーとして制定された[37][38]。